# Artemps
Artemps ist eine französische Gemeinde mit 363 Einwohnern (Stand 1. Januar 2022) im Département Aisne in der Region Hauts-de-France (vor 2016 Picardie). Sie gehört zum Arrondissement Saint-Quentin, zum Kanton Ribemont und zum Gemeindeverband Saint-Quentinois.

## Geografie
Die Gemeinde Artemps liegt am linken Ufer der oberen Somme und am parallel verlaufenden Kanal von Saint-Quentin, zwölf Kilometer südwestlich von Saint-Quentin. Umgeben ist Artemps von den Nachbargemeinden Seraucourt-le-Grand im Nordosten, Clastres im Südwesten, Saint-Simon im Süden, Tugny-et-Pont im Westen sowie Happencourt im Nordwesten. Auf dem ehemaligen Gelände eines Militärflugplatzes im Osten der Gemeinde befinden sich inzwischen eine Automobil-Rennstrecke und mit drei Windkraftanlagen ein Teil eines interkommunalen Windparks.

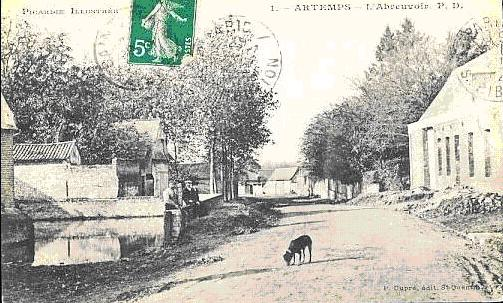
Alte Ansicht der Straße am Kanal
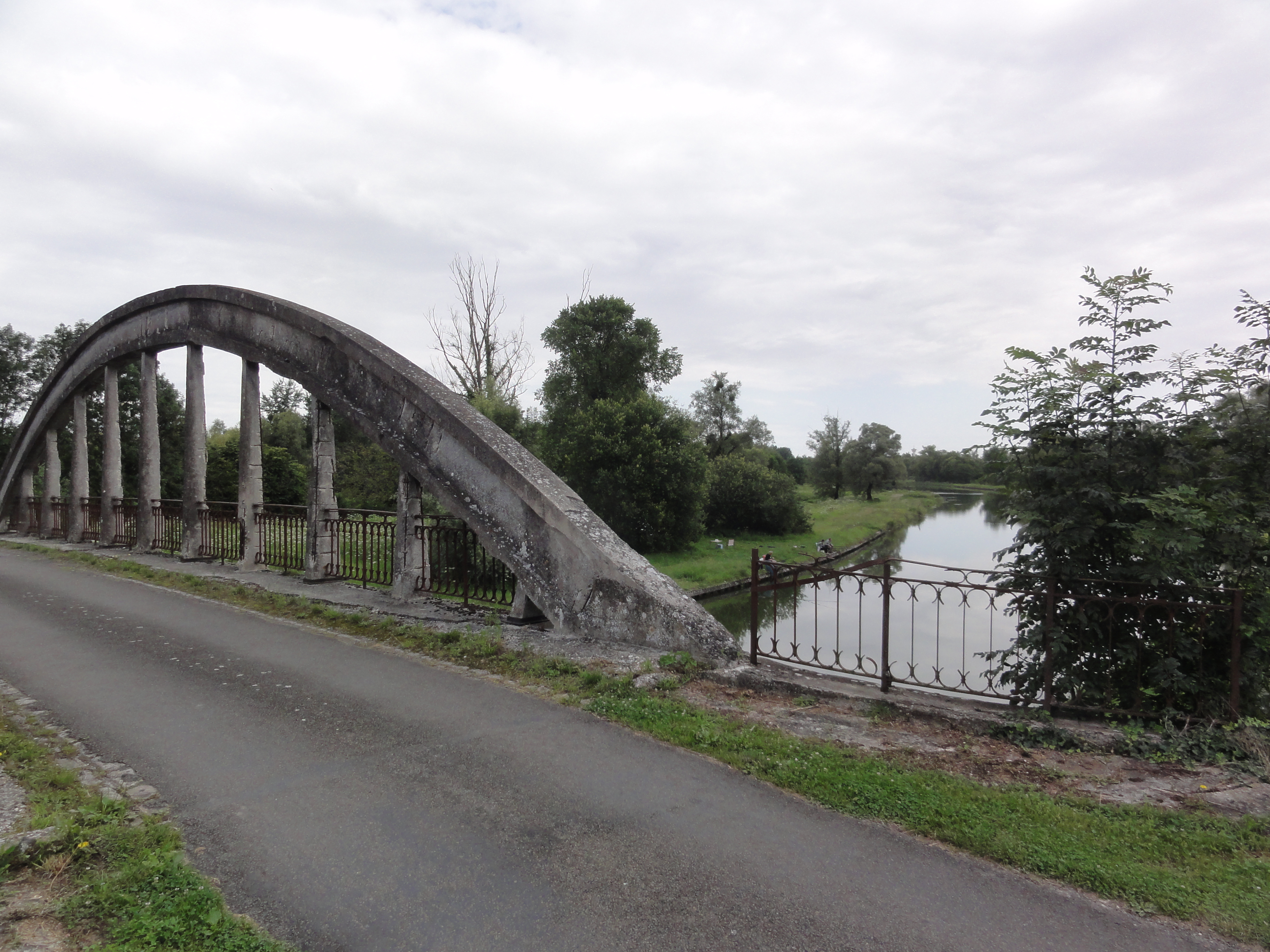
Brücke am Kanal von Saint-Quentin

## Bevölkerungsentwicklung
| Jahr                       | 1962 | 1968 | 1975 | 1982 | 1990 | 1999 | 2006 | 2012 | 2021 |
| Einwohner                  | 264  | 289  | 292  | 297  | 347  | 338  | 354  | 360  | 365  |
| Quellen: Cassini und INSEE |      |      |      |      |      |      |      |      |      |

## Sehenswürdigkeiten

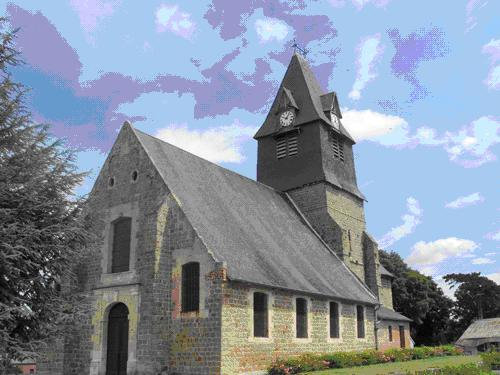
Kirche Saint-Martin
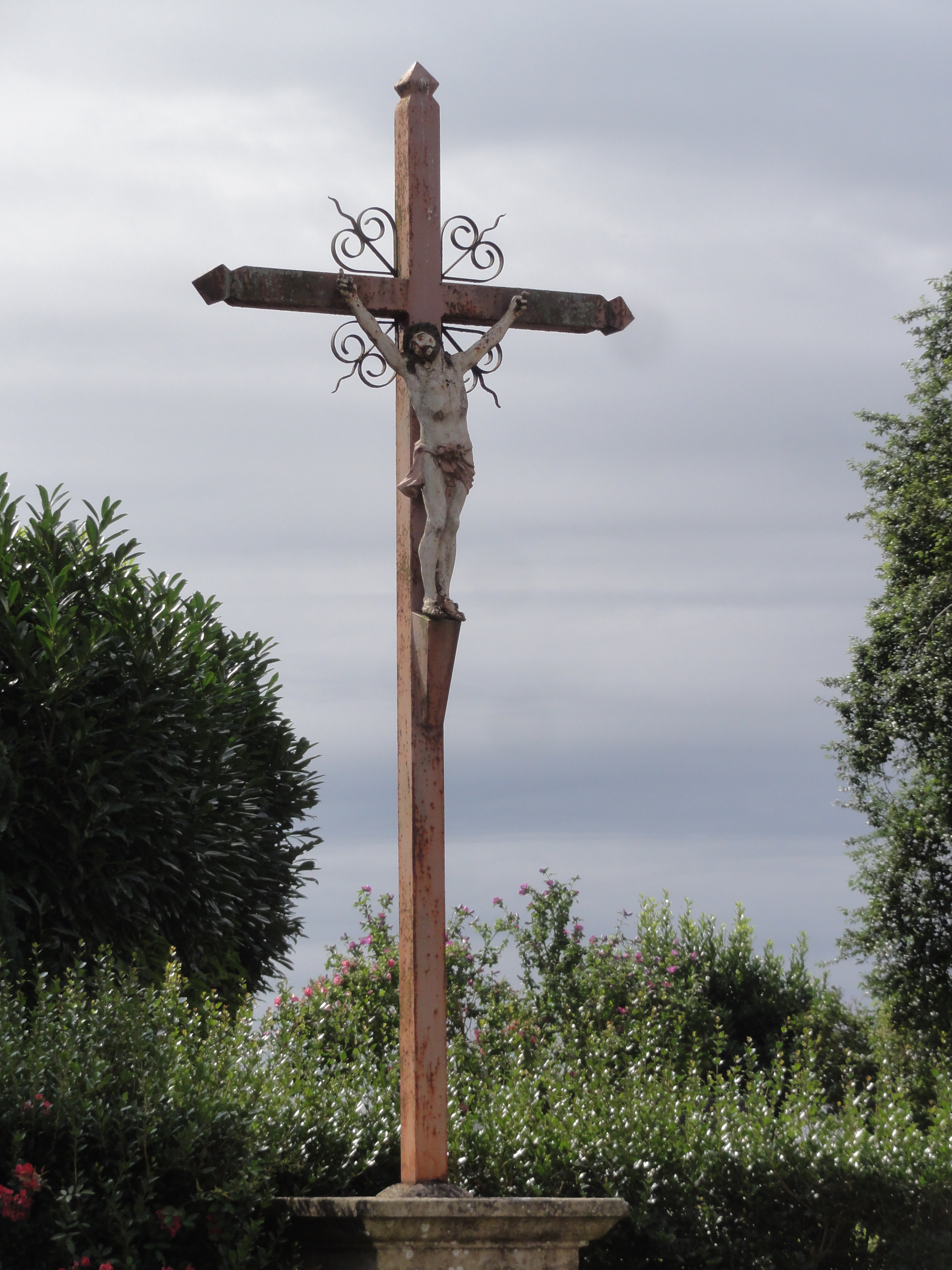
Calvaire
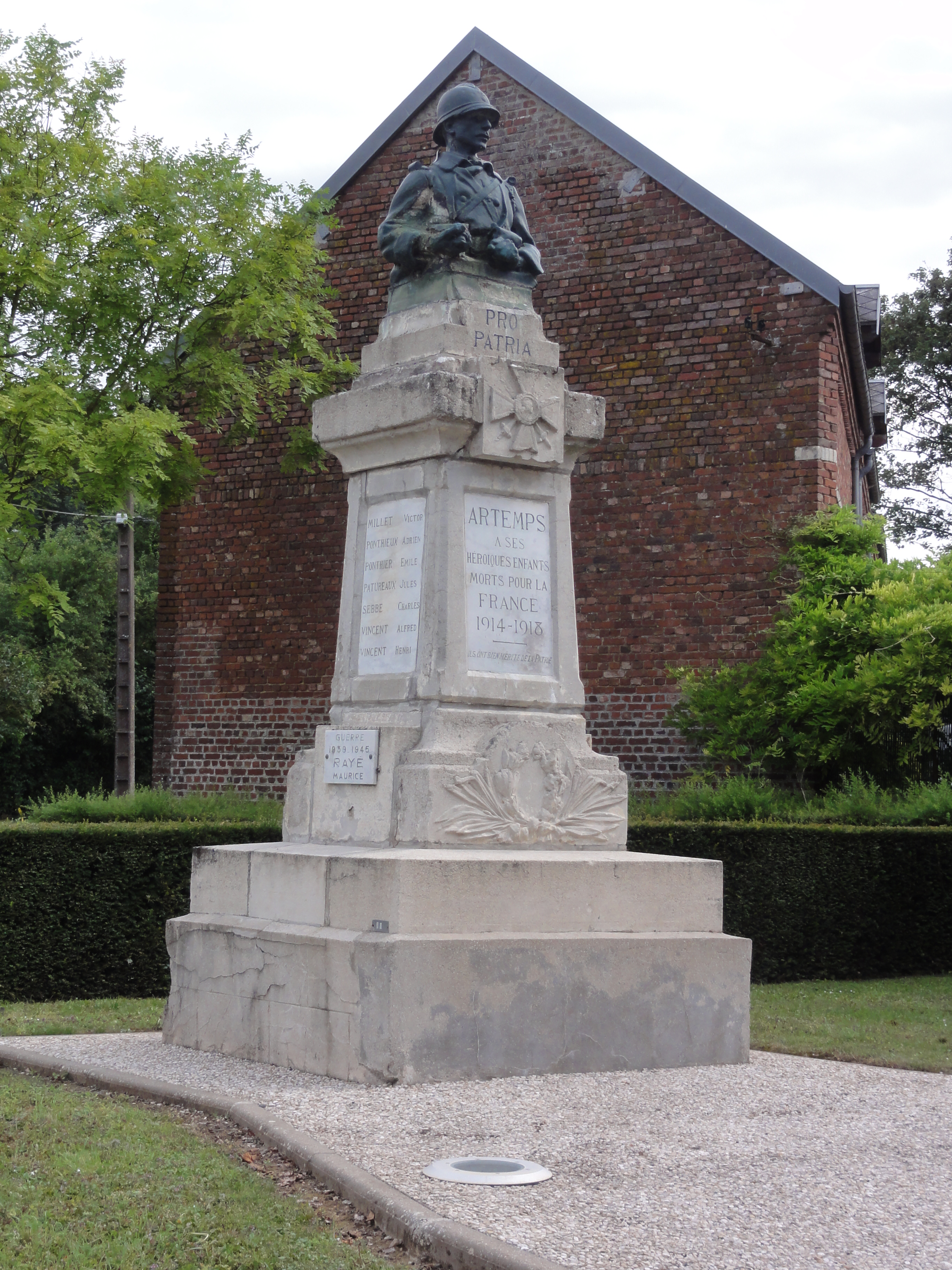
Gefallenendenkmal

- Kirche Saint-Martin
- Calvaire
- Gefallenendenkmal